# Председатель ревкома (фильм)
Председатель ревкома (арм. Հեղկոմի նախագահը) — советский историко-революционный художественный фильм 1977 года, снятый режиссёром Генрихом Маркаряном на киностудии Арменфильм.
Экранизация повести Стефана Зорьяна. Снят по заказу ЦТ. Премьера состоялась 18 апреля 1978 года.

## Сюжет
Фильм о Гражданской войне на Кавказе и первых годах Советской власти в Армении. Действие проходит в 1921 году. Кипит ожесточённая борьба дашнаков и большевиков.
В центре повествования — убежденный большевик, который следует зову своего сердца и делает всё во благо родины. Герою фильма — председателю революционного комитета в провинциальном городке, где пока ещё дашнаки и их сторонники не хотят мириться с новой советской властью. Действовать ему приходиться на непригодной, казалось бы, для этого почве.
События киноленты освещают важные и судьбоносные месяцы становления новой республики.

## В ролях
- Карен Джангиров — Миракян, председатель революционного комитета
- Гуж Манукян — начальник штаба
- Карина Сукиасян-Кочарян — Виргиния, жена председателя
- Владимир Мсрян — Сурен Асланян
- Виген Чалдранян — Рубен Асланян
- Ишхан Гарибян — Атаян
- Армен Сантросян — дашнакский министр
- Александр Хачатрян — дашнакский полковник
- Верджалуйс Мириджанян — мать Асланянов
- Сурен Бабаян — кулак
- Левон Шарафян — учитель
- Александр Оганесян — крестьянин